# Tuckahoe (Virginia)
Tuckahoe is een plaats (census-designated place) in de Amerikaanse staat Virginia, en valt bestuurlijk gezien onder Henrico County.

## Demografie
Bij de volkstelling in 2000 werd het aantal inwoners vastgesteld op 43.242.

## Geografie
Volgens het United States Census Bureau beslaat de plaats een oppervlakte van
56,1 km², waarvan 53,3 km² land en 2,8 km² water.

## Plaatsen in de nabije omgeving
De onderstaande figuur toont nabijgelegen plaatsen in een straal van 12 km rond Tuckahoe.